# Laurent Gané
Laurent Gané   (Nouméa, 7 de març de 1973) és un exciclista francès especialista en pista. Ha guanyat dos medalles olímpiques a Sydney i a Atenes. També ha aconseguit quinze medalles, set d'elles d'or, en els Campionats del Món de ciclisme en pista. Va ser entrenat pel també gran ciclista francès Daniel Morelon.

## Palmarès
- 1999
  -  Campió del món velocitat
  -  Campió del món velocitat per equips
  -  Campió de França en Velocitat
- 2000
  -  Medalla d'or als Jocs Olímpics de Sydney en Velocitat per equips (amb Arnaud Tournant i Florian Rousseau)
  -  Campió del món velocitat per equips
- 2001
  -  Campió del món velocitat per equips
  -  Campió de França en Velocitat
- 2002
  -  Campió de França en Velocitat
- 2003
  -  Campió del món velocitat
  -  Campió del món en Keirin
  -  Campió de França en Velocitat
  -  Campió de França en Keirin
- 2004
  -  Medalla de bronze als Jocs Olímpics d'Atenes en Velocitat per equips (amb Mickaël Bourgain i Arnaud Tournant)
  -  Campió del món velocitat per equips
  -  Campió de França en Velocitat

### Resultats a laCopa del Món
- 1998
  - 1r a Cali i Hyères, en Velocitat per equips
  - 1r a Hyères, en Velocitat
- 1999
  - 1r a Frisco, en Keirin
  - 1r a Frisco, en Velocitat
- 2000
  - 1r a Moscou, en Velocitat
- 2001
  - 1r a Cali, en Keirin
  - 1r a Cali i Pordenone en Velocitat
- 2002
  - 1r a Cali, en Velocitat
- 2003
  - 1r a Moscou, en Velocitat
- 2004
  - 1r a Aguascalientes, en Velocitat per equips